# NK Hajduk Bapska
NK Hajduk Bapska je nogometni klub iz Bapske.
Trenutačno se natječe se u 2. ŽNL Vukovarsko-srijemskoj.